# Denny Laine
Denny Laine, född Brian Frederick Arthur Hines den 29 oktober 1944 i Birmingham, West Midlands, död 5 december 2023 i Naples, Florida, var en brittisk multiinstrumentalist, sångare och kompositör. Han var mellan 1964 och 1966 medlem i gruppen The Moody Blues, där han bland annat sjöng på gruppens första stora hit, Go Now!. Mest känd är han dock för sitt medlemskap i Paul McCartneys band Wings. Han var, förutom Paul och Linda McCartney, den enda medlemmen som var med under gruppens hela tioåriga existens (1971–1981). Efter att Wings upplöstes spelade Denny Laine in ett tiotal soloskivor. Han bodde under senare år i USA.

## Diskografi (urval)
Soloalbum
- 1973 – Ahh...Laine
- 1977 – Holly Days
- 1980 – Japanese Tears
- 1982 – Anyone Can Fly
- 1985 – Hometown Girls
- 1987 – Wings on My Feet
- 1988 – Lonely Road
- 1988 – Master Suite
- 1990 – All I Want Is Freedom
- 1996 – Reborn
- 1996 – Wings at the Sound of Denny Laine
- 2008 – The Blue Musician

Album med The Moody Blues
- 1965 – The Magnificent Moodies

Album med Ginger Baker's Airforce
- 1970 – Ginger Baker's Air Force
- 1970 – Ginger Baker's Air Force 2

Album med Wings
- 1971 – Wild Life
- 1973 –	Red Rose Speedway
- 1973 – Band on the Run
- 1975 – Venus and Mars
- 1976 – Wings at the Speed of Sound
- 1978 – London Town
- 1979 – Back to the Egg